# Stephanie Beckert
Stephanie Beckert (Erfurt, Alemanya Occidental 1988) és una patinadora de velocitat sobre gel alemanya que va destacar en els Jocs Olímpics d'Hivern de 2010.

## Biografia
Va néixer el 30 de maig de 1988 a la ciutat d'Erfurt, població que està situada a l'estat de Turíngia, i que en aquells moments formava de l'Alemanya Occidental i que avui en dia forma part d'Alemanya.
La seva mare Angela i cinc germans i germanes més petits també van practicar patinatge de velocitat, i un dels germans, Patrick, va competir als Jocs Olímpics de 2010.

## Carrera esportiva
Va començar a patinar als tres anys i, en principi, feia patinatge artístic però als 10 anys va passar al patinatge de velocitat. En categoria júnior, va guanyar els campionats nacionals en 10 ocasions i va obtenir una medalla de bronze en el Campionat del Món.
Especialista en el patinatge de velocitat sobre una distància de 5.000 metres, participà en els Jocs Olímpics d'Hivern de 2010 realitzats a Vancouver (Canadà), on aconseguí guanyar tres medalles: la medalla d'or en la prova de persecució per equips i dues medalles de plata en les proves de 3.000 i 5.000 metres. Va prendre part també als Jocs Olímpics d'hivern de 2014, a Sochi, amb resultats més modestos.
Va ser 7 vegades campiona de la Copa del Món de patinatge, competició en la qual va obtenir 25 medalles al llag de la seva carrera esportiva, tant en 3.000 com en 5.000 metres, o en persecució per equips. Igualment, va guanyar els campionats nacionals en 7 ocasions, de les 21 ocasions en què va obtenir medalla, i va obtenir desenes de victòries en altres competicions d'àmbit nacional i internacional.
Va competir per darrera vegada el març de 2019 i el juny del mateix any es va retirar del patinatge de velocitat competitiu a causa de l'empitjorament de les seves lesions.